# 阿爾弗雷德·施勒姆
阿爾弗雷德·施勒姆（德語：Alfred Schlemm，1894年12月8日—1986年1月24日）德国空降兵上將。他在二战中历任德国空军诸多要职，并参与了东欧、南欧和西欧的大小战役。
施勒姆最後一場英勇戰鬥是率領德國傘兵在1945年1月「帝國保衛戰」時在萊茵河西岸抵抗加拿大第1軍在真實行動中的進攻。其后施勒姆在和橫渡萊茵河的盟軍和談時，在德軍艦艇上被英軍戰鬥機射傷退役；施勒姆負傷透露出訊息，表示英國消滅所有尋找艾森豪談判的納粹代表，拒絕給納粹「有條件投降」的決心，这對戰後冷戰局面形成影響巨大且深遠。

## 生平

### 早年
施勒姆出生在施瓦茨堡-鲁多尔施塔特亲王国的鲁多尔施塔特，在1913年3月加入德意志帝国軍队，單位是德軍第2野戰炮兵團擔任青年旗手（Fahnenjunker）職務，在1913年10月到「但澤戰爭學校」學習，第一次世界大戰開始前他返回炮兵團服役，直到1919年9月這段期間他擔任過許多職（包括排長、秩序官（Ordonnanzoffizier）、炮台司令和副團長)。

### 掌管空军
在納粹德國參與西班牙內戰時，當過許多職務，包括各級參謀和訓練官，直到1937年10月春任德軍「空軍部」部長助理，1938年2月晉升為上校，6月起在德國空軍司令部任軍事參謀官，後又晉升為「西戰場德國空軍參謀長」。
1939年10月成為德軍「空军第11空戰區參謀長」，歸中將納粹德國空軍轄管，1940年12月擔任德國空軍第11飛航軍參謀長，上司是夙有「德軍第一位傘兵」讚譽的少將軍長克特·司徒登，第11飛航軍是德軍傘兵與空降部隊大本營，1941年5月20日克里特島戰役，他謀略這場戰役確實也攻佔此島，德軍卻也付出戰歿失蹤德軍6,000人代價，導致希特勒從此禁止德軍大部隊空降作戰。

### 苏德战争
1942年2月起隸屬於德軍第8飛航軍 ，軍長是沃尔弗拉姆·冯·里希特霍芬大將，參與巴巴羅薩作戰，此時他是德空軍戰時編制（Luftwaffen-Gefechtsverbande）司令，空軍師支援德軍陸軍軍團司令中將哥特哈德·海因里希指揮德軍第4軍團作戰，單位包括德軍第40装甲軍與德軍第56装甲軍。1942年6月起晉升為德軍第1飛航師師長，基地飛機場在顿河畔杜吉诺（Dugino），負責空軍多重作戰任務並支援陸軍。
1942年10月晉升為「德蘇戰爭」德軍第2空降軍團軍長，之後領軍轉戰義大利戰場也是這支部隊，但此時他在蘇聯戰鬥空降軍團包括4個空軍師並需防守涅韋爾南邊到白俄道加瓦河東邊的維捷布斯克，這片区域对应德軍中央集團軍底轄第3裝甲軍團，空中優勢由施勒姆空軍支援地面德軍作戰。 
1943年2月到3月德軍第2空降軍團參與球狀閃電行动（Operation Kugelblitz）攻擊盟軍波蘭軍隊出沒的的維捷布斯克，1943年10月6日在一次蘇軍猛攻下，德軍第2空降軍團遭到重創，導致德軍防線出口10英哩缺口與涅韋爾德軍失守， 德軍第2空降軍團防線縮回至戈羅多克的西邊。

### 義大利攻防戰
1943年11月率軍退出俄國防線，他的4個空軍師編配給德軍陸軍第53军與第9軍團，并随陆军移防至義大利，1944年1月1日施勒姆改率德軍第1空降軍團，有24,000後備軍人兵力派守羅馬地區，1944年1月1日率德軍第1空降軍團離開羅馬速派至增援冬季防線（也就是古斯塔夫防線）沿著阿諾河佈防，沒多久又被令派至安濟奧灘頭堡去滅勦盟軍（掛招牌軍事行動），僅以3天急行軍快速支援到前線德軍第14軍團，司令官是上將埃貝哈德·馮·馬肯森，德軍第1空降軍團平日作戰訓練有素，在安濟奧大戰盟軍3個月，導致盟軍傷亡慘重，施勒姆因此戰功榮膺騎士鐵十字勳章。
古斯塔夫防線被盟軍在攻佔卡西諾後防線瓦解，盟軍在安濟奧灘頭堡被困解圍， 施勒姆率德軍第1空降軍團與其他德軍撤出義大利中部；8月德軍在北亞平寧山脈佈署安諾河與哥德防線；施勒姆把德軍第1空降軍團職權改交給中將理查德·海德里希（Richard Heidrich）。

### 帝国森林之戰
成為德軍第3空降軍軍長但是這預設成立軍並未實際作戰，取而代之是調派接任克特·司徒登上將職位前去接掌西方戰線駐荷蘭第1空降軍團司令官，此時第1空降軍團正因為在帝国森林與加拿大第1軍團大戰中；施勒姆的軍團收編自各個失散的德軍步兵師形成雜牌軍但是作戰並不含糊，固守德軍西方戰線齊格菲防線數次擊退盟軍攻勢，由於施勒姆軍團的勝戰，阻擋延遲了盟軍會由德國南部發動再次攻勢（因為盟軍無法往南會師）的當時觀點，並令各方相信這批德軍建立了一道恐怖的強悍防禦工事。 
加拿大第1軍團司令中將威廉·胡得·辛普森率領美軍第9軍團最後還是把德軍第1空降軍團圍困在萊茵河西岸對岸韋瑟爾，1945年3月10日德軍第1空降軍團後衛終於撤守轉退，撤退前把橋炸斷，3月21日被英軍空襲炸傷（另說是在哈爾滕的司令部），德軍第1空降軍團立刻改由上將袞特·布魯門特里特接掌。

### 戰後
戰爭結束後他被列為「戰犯」關押在英國，1947年10月釋放回德國漢堡市，1986年逝於漢諾威。